# Manulea
Manulea es un género con 141 especies de plantas de flores de la familia Scrophulariaceae. 

## Especies seleccionadas
- Manulea acutiloba
- Manulea adenocalyx
- Manulea adenodes
- Manulea alternifolia
- Manulea altissima

- Datos: Q9028297
- Multimedia: Manulea (Scrophulariaceae) / Q9028297
- Especies: Manulea (Scrophulariaceae)